# Miquel Badia
Miquel Badia i Capell (Torregrosa, Lérida, 10 de marzo de 1906-Barcelona, 28 de abril del 1936) fue un activista político español que militó en el partido nacionalista catalán Estat Català. En 1925 participó en un atentado frustrado contra Alfonso XIII, el complot del Garraf. Fue secretario de Orden Público de la Generalidad (1933) y jefe superior de los servicios técnicos de la Comisaría General de Orden Público de la Generalidad (1934). Durante el mismo periodo (1933-1934) organizó las milicias paramilitares de las JEREC, los "escamots". Fue uno de los organizadores de la proclamación del Estado catalán en octubre de 1934. Durante su etapa como jefe superior de la policía en Cataluña se ganó fama de represor, sobre todo de anarquistas, a los que sometía a torturas en la Jefatura de Policía de vía Layetana. Por su propensión a la violencia y sus actitudes chulescas fue apodado el "Capità Collons". 

## Biografía

### Juventud
De familia campesina, estudió el Bachillerato en Lérida, y en 1922 se trasladó a Barcelona para ser piloto de marina mercante. Nacionalista catalán radical, se afilió a Estat Català poco después de su fundación por Francesc Macià y fue uno de los fundadores de su facción armada, Bandera Negra, durante la dictadura de Primo de Rivera. Implicado en el intento de asesinar el rey Alfonso XIII durante una visita de este en 1925 a Barcelona (complot del Garraf), fue detenido y condenado a 12 años de prisión. Estuvo recluido en los penales de Alcalá y de Ocaña, donde pasó tres años encarcelado. En 1930, con la caída del dictador Primo de Rivera, fue amnistiado.
Durante una época mantuvo una relación sentimental con Carme Ballester, quien luego se convertiría en la segunda esposa de Lluís Companys, lo que dificultó las relaciones entre ambos hombres.

### Trayectoria política
Proclamada la República, creó las JEREC (Joventuts d'Esquerra Republicana-Estat Català). En 1932 pasó a ser secretario de Josep Dencàs, consejero de Sanidad y de Asistencia Social. El 24 de noviembre de 1933 movilizó una parte de los 7000 "escamots", la milicia paramilitar de las JEREC y los destinó a garantizar el funcionamiento de los servicios públicos para romper la huelga de transportes en Barcelona.  
En diciembre de 1933 fue designado secretario de Orden Público de la Generalidad, y en marzo de 1934 pasó a ser jefe superior de los servicios técnicos de la Comisaría General de Orden Público de la Generalidad (cargo equivalente al de jefe superior de la policía en Cataluña), con sede en la Jefatura de Policía de vía Layetana. Desde ese cargo institucional fue cómplice del pistolerismo antisindical utilizando la violencia contra los sindicatos y permitiendo también el uso de la misma por parte de la patronal nacionalista catalana. Se destacó por la dureza de sus ataques (tanto desde su cargo de jefe de la policía como en su papel de organizador de las brigadas paramilitares) a sindicalistas de la FAI y a otros perfiles políticos o delincuentes comunes, infringiendo torturas a los detenidos en la sede policial de vía Layetana. Todo ello le mereció en aquel tiempo el apodo de Capità Collons, y le situó como objetivo primordial para los anarquistas.
El 10 de septiembre de 1934, policías a las órdenes directas de Badia entraron en la sala del Palacio de Justicia de Barcelona durante el juicio por desobediencia que se celebraba contra el abogado nacionalista Josep Maria Xammar, amigo personal de Badia. El presidente del tribunal fue golpeado y los policías se llevaron detenido al fiscal que mantenía la acusación, Manuel Sancho. A raíz de ese hecho, que provocó la huelga de los fiscales de Cataluña, Badia fue forzado a dimitir, y sus relaciones con Companys siguieron empeorando.
Badia fue uno de los organizadores de la proclamación del Estado catalán en octubre de 1934. Como consecuencia de los hechos, huyó de España permaneciendo en varios países: Francia, América, Alemania, Bélgica y finalmente Andorra. Tras las elecciones de febrero de 1936 y el triunfo del Frente Popular, fue amnistiado y volvió a Cataluña, donde se dedicó a la reorganización de las juventudes paramilitares de Estat Català.

### Asesinato
El 28 de abril de 1936, a las tres y media de la tarde, fue asesinado junto con su hermano Josep Badia en la calle de Muntaner de Barcelona por miembros de la FAI como represalia por su anterior campaña de asesinatos contra miembros del anarquismo catalán.
Sin embargo, Josep Andreu Abelló, explicó que Badia había querido entregarle un informe comprometedor sobre diversos dirigentes de Esquerra, pero que no había podido hacerlo porque el día de la cita para la entrega coincidió con el de su asesinato. Uno de los principales implicados en el asesinato fue el anarcosindicalista Justo Bueno Pérez.
El asesinato fue investigado por los periodistas Josep Maria Planes y Avel·lí Artís-Gener «Tísner».